# 初歩のラジオ
『初歩のラジオ』（しょほのラジオ、1948年7月創刊 - 1992年5月休刊）は、かつて誠文堂新光社から刊行されていた日本の月刊誌である。略称は「初ラ」（しょラ）。ライバル誌として電波新聞社の『ラジオの製作』（略称「ラ製」）があった。1992年に休刊した。

## 略歴・概要
1948年7月号が創刊号である。
当初は、『子供の科学』と同程度ないしは少し上級程度で『無線と実験』より初歩的なエレクトロニクス専門入門誌として、おもにラジオをはじめとする電子工作の記事を掲載した。子供の科学と同様に科学教材社が広告していた。
誌面の内容は徐々に広がり、アマチュア無線、BCL、音響機器の話題や新製品紹介、洋楽や邦楽の新曲紹介、生録と言われた野外録音や写真撮影技術の記事のほか、1970年代以降のデジタル化やコンピュータ化にも追随し、デジタル電子工作やマイクロコンピュータ、パーソナルコンピュータ関係の工作記事のほかに、シンセサイザーを製作する連載記事「ミュージック・シンセサイザーの回路から製作・徹底ガイド」が1977年1月号から1978年3月号まで連載されて好評を博し、後年に当時の記事を収録した書籍が出版された。
編集部は本誌のほかに書籍も編集し、1979年9月に最初に刊行された電話級および電信級アマチュア無線技士試験対策の問題集『完全丸暗記 初級アマチュア無線予想問題集』は、編集部名を「SRハムガイド編集部」と改める1991年12月まで同試験の実施にあわせ定期的に刊行され、CQ出版の問題集「要マス」こと『要点マスター』他各社の参考書とともに、「完丸」として資格受験者に親しまれた。
1985年1月号から、前年に『MJ無線と実験』と改題した同社の『無線と実験』に倣い『SR初歩のラジオ』と改題した。1991年4月号より『SRハムガイド』と再改題してアマチュア無線の記事を中心に掲載したが、1992年5月号で休刊した。かつてのライバル誌だった「ラ製」こと『ラジオの製作』は本誌休刊後も継続されたが、7年後の1999年に月刊を止めている。
休刊後12年が経過した2003年9月19日に、ムック『おとなの工作読本』第4号を「初歩のラジオ的電子工作&船舶模型」と題して発行した。
2007年7月に発行された書籍『蘇る真空管オーディオ・アンプ』をはじめその後の真空管アンプやゲルマラジオに関する書籍は、編集が「初歩のラジオ編集部」名義で企画はQCQ企画だが、トランジスタ関連書籍では編集もQCQ企画なっている。

## ビブリオグラフィ

### 本誌
- 『初歩のラジオ』、1948年5月10日（1948年7月号） - 1984年10月10日（1984年12月号）
- 『SR初歩のラジオ』、1985年11月10日（1985年1月号） - 1991年1月10日（1991年3月号）
- 『SRハムガイド』、1991年2月10日（1991年4月号） - 1992年3月10日（1992年5月号）

### 書籍
国立国会図書館蔵書、版元はすべて誠文堂新光社、編集・著作は1991年の2冊を除きすべて初歩のラジオ編集部。
- 『故障修理と測定器』、共編・共著無線と実験、1952年
- 『ワイヤレス・マイク製作読本』、1964年
- 『マルチステレオ製作読本』、1965年
- 『最新ステレオHi-Fi製作読本』、1967年
- 『ジュニアJARLハム教室』、1967年
- 『部品ガイド 1968年版』、1968年
- 『ラジオ/ステレオ/アマチュア無線実体配線図集』、1968年
- 『初歩の製作技術』、1968年
- 『ステレオサービス読本』、1969年 - ステレオ・マニア・シリーズ
- 『Hi-Fiスピーカーとその活きた使い方』、1969年
- 『最新エレクトロニクス製作読本』、1969年
- 『マルチ・チャンネル・アンプ・システム』、1970年 - ステレオ・マニア・シリーズ
- 『ラジオ・アイデア製作集』、1970年
- 『初歩のアマチュア無線製作読本』、1970年
- 『ステレオ・テープ・レコーダー』、1970年 - ステレオ・マニア・シリーズ
- 『技術・家庭科電気アイデア製作集』、1970年9月
- 『真空管トランジスターセット製作実験集』、1971年
- 『初歩のラジオ用語辞典』、1971年
- 『初歩のアマチュア無線』、1971年
- 『図解ワイヤレス・マイク製作集』、1972年
- 『初歩のラジオ トランジスタ・ハンドブック』、1972年
- 『ステレオ・マニア製作読本』、1972年
- 『アマチュア無線Q&A』、1973年
- 『初歩のステレオ製作技術』、1974年
- 『100万人のラジオ技術』、フランス語版ユゼーヌ・アイスバーグ（fr:Eugène Aisberg）、日本語版泉弘志、1975年
- 『エレクトロニクス製作50選』、1975年
- 『アマチュア無線アイデア百科』、1975年
- 『紙基板で作る切り抜きエレクトロニクス工作集』、1976年
- 『絵で見るサウンドの世界』、1976年
- 『初歩のステレオ製作技術』（改訂版）、1977年8月
- 『ステレオ・アンプ実体図集』、1977年3月
- 『プレーヤー・システムとその活きた使い方』、共編・共著無線と実験編集部、1977年9月
- 『初歩のアマチュア無線製作読本』（改訂版）、1977年8月
- 『初歩のラジオ用語辞典』（改訂版）、1977年9月
- 『初歩の製作技術』（新版）、1977年9月 - 初歩のラジオ入門シリーズ
- 『初歩のステレオ製作技術』（改訂版）、1977年9月 - 初歩のラジオ入門シリーズ
- 『初歩のラジオ技術』（新版）、1977年9月 - 初歩のラジオ入門シリーズ
- 『初歩のラジオ用語辞典』（改訂版）、1977年9月 - 初歩のラジオ入門シリーズ
- 『初歩のトランジスター技術』（新版）、1977年9月 - 初歩のラジオ入門シリーズ
- 『絵で見るオーディオ・カタログ』、1977年12月
- 『初歩のアマチュア無線製作読本』（改訂版）、1977年9月 - 初歩のラジオ入門シリーズ
- 『最新Hi-Fiスピーカーとその活きた使い方』、1977年3月
- 『最新世界の放送局ガイド』、1978年1月
- 『初歩の製作技術』（新版）、1978年2月
- 『初歩のラジオ技術』（新版）、1978年2月
- 『初歩のトランジスター技術』（新版）、1978年2月
- 『絵で見るオーディオ・ガイド』、1978年3月
- 『オーディオ・アイデア百科』、1979年7月
- 『新ジュニアJARLハム教室』、1979年7月 1967年に刊行された同一書の改訂版
- 『初級アマチュア無線予想問題集』、1979年9月
- 『初級アマチュア無線予想問題集』、1979年9月
- 『入門完全マスター!アマチュア無線』、1980年6月
- 『初歩のデジタルIC製作教室』、1980年9月
- 『初級アマチュア無線予想問題集』、1980年2月
- 『初級アマチュア無線予想問題集』、1980年2月
- 『初級アマチュア無線予想問題集 '80年秋号 55年4月期出題新問速報付き』、1980年8月
- 『強くなる!スピーカー&エンクロージャー百科』、共編・共著無線と実験編集部、1980年6月
- 『初級アマチュア無線予想問題集 1981年春号 55年10月期出題新問速報付き』、1981年2月
- 『ハム用アンテナの選び方・建て方』、共編・共著無線と実験編集部、1981年7月
- 『初歩のデジタル・ゲーム製作教室』、1981年7月
- 『ステレオ・アンプ製作集』、1981年12月
- 『初級アマチュア無線予想問題集 1981年秋号 直前仕上げ・実力模擬試験付き』、1981年8月
- 『絵でみるオーディオ・ガイド』（新版）、1982年2月
- 『PA&ステージング入門』、1982年5月
- 『最新エフェクター入門』、1982年12月
- 『初級アマチュア無線予想問題集 1982年春号』、1982年2月
- 『初級アマチュア無線予想問題集 '82年秋号』、1982年8月
- 『初級アマチュア無線予想問題集 1983年春号』、1983年2月
- 『初級アマチュア無線予想問題集 1983年夏・秋号』、1983年6月
- 『完全マスター!アマチュア無線』（改訂新版）、1983年2月
- 『初級アマチュア無線予想問題集 1984年春号』、1983年12月
- 『レコーディング入門』、1983年8月
- 『初級アマチュア無線予想問題集 1985年春号』、1984年12月
- 『カセット・ケース・クラフト』、1984年9月
- 『初級アマチュア無線予想問題集 1984年夏・秋号』、1984年7月
- 『初級アマチュア無線予想問題集 1986年春号』、1985年12月
- 『初級アマチュア無線予想問題集 1985年 夏・秋号』、1985年6月
- 『初級アマチュア無線予想問題集 1987年 春号』、1986年12月
- 『最新絵で見るオーディオ・ガイド』、1986年8月
- 『初級アマチュア無線予想問題集 1986年 夏・秋号』、1986年6月
- 『おもしろハム講座』、1987年3月
- 『初級アマチュア無線予想問題集 1987年 夏・秋号』、1987年6月
- 『初級アマチュア無線予想問題集 1988年 春号』、1987年12月
- 『初級アマチュア無線予想問題集 1988年 夏・秋号』、1988年6月
- 『初級アマチュア無線予想問題集 1989年 春号』、1988年12月
- 『初級アマチュア無線予想問題集 1989年 夏・秋号』、1989年6月
- 『初級アマチュア無線予想問題集 1990年 春号』、1989年12月
- 『初級アマチュア無線予想問題集 1990年 夏・秋号』、1990年6月
- 『初級アマチュア無線予想問題集 1991年春号』、1990年12月
- 『初級アマチュア無線予想問題集 1991年 夏・秋号』、SRハムガイド編集部、1991年6月
- 『初級アマチュア無線予想問題集 1992年春号』、SRハムガイド編集部、1991年12月
- 『実用真空管ハンドブック』（復刻版）、1999年4月
- 『蘇る真空管オーディオ・アンプ』、2007年7月
- 『真空管ラジオ製作ガイド』、2007年11月
- 『オーディオ真空管アンプ製作ガイド』、2007年12月
- 『ゲルマラジオ製作徹底ガイド』、2008年12月
- 『真空管レフレックス・ラジオ実践製作ガイド』、2009年10月
- 『伝説のハンドメイドアナログシンセサイザー』、2015年11月